# Freetown (Massachusetts)
Freetown è un comune degli Stati Uniti d'America facente parte della contea di Bristol nello stato del Massachusetts.